# Bizarre (rappeur)
Pour les articles homonymes, voir Bizarre.
Bizarre, de son vrai nom de Rufus Arthur Johnson, né le 5 juillet 1976 à Détroit, dans le Michigan, est un rappeur américain, ancien membre du groupe D12. 
Ses paroles très crues et provocatrices sont pleines d'un humour très noir. Il n'hésite pas à plaisanter sur des sujets « sensibles » : les thèmes récurrents de ses chansons sont la drogue, particulièrement la marijuana, le sizzurp, le crack, et la cocaïne, l'alcool, les IST, les femmes, le sexe, le viol, le meurtre, le sado-masochisme, le fétichisme, les films d'horreur et le rock. Il fait référence à de nombreux groupes de rock dont il est fan (dans des morceaux ou sur des tee-shirts) comme Grateful Dead ou Iggy Pop.

## Biographie

### Jeunesse
Bizarre est né Rufus Arthur Johnson le 5 juillet 1976 à Détroit, dans le Michigan. Bizarre est élevé seul par sa mère. Il se lance dans le rap au collège ; son professeur le voyait souvent se parler à lui-même et le surnommait « Bizarre ». Se faisant remarquer dans des battles et des open mics par sa silhouette rebondie et son humour décalé, il se lie très vite d'amitié avec Proof et Eminem. Ensemble, ils posent les bases du groupe D12.
En 1998, Bizarre publie un EP, Attack of the Weirdos, qui lui vaut une véritable notoriété,. Il participe ensuite au titre à succès Marshall Mathers d'Eminem en 2000. Il devient également membre associé du collectif du New Jersey, The Outsidaz, et collabore à un morceau de The Slim Shady EP, projet qui permet à Eminem de signer avec Dr. Dre[réf. nécessaire].
Les années 2000 à 2005 sont principalement remplies d'apparitions au sein de D12. Bizarre trouve néanmoins le temps d'apparaître en solo aux côtés d'artistes aussi divers que Destiny's Child, Natasha Bedingfield, Lil Jon ou encore les rappeurs de Détroit, Hush et King Gordy.

### Carrière solo
En 2005, Bizarre fonde son label, Red Head Records, et produit son premier album en licence chez Sanctuary Records, Hannicap Circus. Porté par le single Rockstar, produit par Eminem, l'album s'écoule à 100 000 exemplaires[réf. nécessaire]. L'album atteint la 48e place du classement Billboard 200. Bizarre publie par la suite deux autres albums : Blue Cheese & Coney Island en 2007. En parallèle à ses activités avec D12, Bizarre continue à collaborer avec différents artistes : Gorillaz (avec D12), Twiztid, King Gordy, Lil' Flip, et Fury. Il participe à deux émissions de téléréalité : Celebrity Fit Club 3 en 2006 et Celebrity Rap Star en 2007.
En 2010, Bizarre publie son troisième album au label Average Joes Entertainment AVJ, intitulé Friday Night at St. Andrews. L'album se consacre à la jeunesse et aux débuts de Bizarre. Il fait également participer Seven the General, Royce da 5'9", Tech N9ne, Yelawolf, et Kuniva. Le premier single s'intitule Believer avec Tech N9ne et Nate Walker. Le deuxième single s'intitule Rap's Finest avec Kuniva, Seven the General, Royce da 5'9" et Redman. Cependant, pour des raisons encore inexpliquées, Redman ne participe pas à la version album du single ou de la vidéo.
Bizarre forme avec King Gordy un duo hip-hop appelé The Davidians. The Davidians participent à la mixtape d'Esham, The Butcher Shop. Le duo cherche un label. En 2010, Bizarre participe au single Be a Legend du groupe russe Red Family MC'z. En 2011, Bizarre participe au titre Shock Em du groupe Bankrupt Records. En 2012, Bizarre publie sa quatrième mixtape, This Guy's a Weirdo.
En février de la même année, il annonce lors d'une interview avec le site HipHopDX sa récente séparation avec le groupe D12, après 15 ans de collaboration, pour cause de « divergence artistique ».
En 2014, il publie le titre Pray for Me de son futur nouvel album. Sa mixtape Lace Blunts 2 est publiée en mars 2014, et contient 19 titres faisant participer Fuzz Scoota de leur groupe D12, Rittz, Young Zee, King Gordy, et Big T. Plus tard dans l'année, il écrit un verset aux côtés de Mastamind et Jeremiah Ferguson pour la chanson Whats Right. Il participe également au titre In Yo Behind de Struggle Da Preacher. En juillet 2015, ils tournent le clip du titre à Moscou, en Russie.

## Discographie

### Albums studio
- 2005 : Hannicap Circus
- 2007 : Blue Cheese & Coney Island
- 2010 : Friday Night at St. Andrews

### EPs
- 1998 : Attack of the Weirdos

### Mixtapes
- 2007 : Hate Music
- 2008 : Liquor, Weed and Food Stamps
- 2009 : A Pre-Coney Island Mixtape
- 2012 : This Guy's a Weirdo
- 2013 : Laced Blunts
- 2019 : D.R.U.G.S
- 2019 : D.R.U.G.S 2
- 2019 : D.R.U.G.S 3

### Avec D12
- 1996 : The Underground EP
- 2001 : Devil's Night
- 2003 : D12 Online Limited Edition Mixtape
- 2004 : D12 World
- 2008 : Return of the Dozen
- 2011 : Return of the Dozen Vol. 2

### DVD Live
- 2000 : Up in Smoke Tour (Dr. Dre)
- 2003 : The New Breed (50 Cent)
- 2005 : Anger Management II (Eminem)
- 2007 : D12 : Live In Chicago (D12)
- 2008 : Anger Management III (Eminem)

### Apparitions notables
- 1998 : No One's Iller, avec Eminem, Swifty & Fuzz (The Slim Shady EP, Eminem)
- 2000 : Amityville, avec Eminem (The Marshall Mathers LP, Eminem)
- 2000 : Under the influence avec D12 (The Marshall Mathers LP, Eminem)
- 2002 : She Devil avec Tech9ne & D12 (Absolute Power, Tech9ne)
- 2002 : Ectasy avec Promatic (Promatic, Promatic)
- 2002 : Time To Die avec King Gordy (The Entity, King Gordy)
- 2003 : Creep Show, avec Killer Mike (Monster, Killer Mike)
- 2004 : Drop Me in the Middle, avec Natasha Bedingfield (Unwritten, Natasha Bedingfield)
- 2004 : Soldier Remix, avec Destiny's Child (Maxi remix Soldier, Destiny's Child)
- 2005 : Real TV, avec Hush (Bulletproof, Hush)
- 2006 : Murder avec Kuniva (compilation Eminem Presents: The Re-Up)
- 2006 : Forgive Me Remix avec D12 & 50 Cent (Hand to Hand, Iron Fist Records)
- 2006 : Still Psycho avec D12 & B-Real (Trouble Soon, Salam Wreck)
- 2007 : Wet Dreamz avec Twiztid (Independent Day, Twiztid)
- 2013 :  Reel Wolf the Underworld  Snowgoons blacksnow 2